# Georges Chavanes
 (octobre 2019).
Si vous disposez d'ouvrages ou d'articles de référence ou si vous connaissez des sites web de qualité traitant du thème abordé ici, merci de compléter l'article en donnant les références utiles à sa vérifiabilité et en les liant à la section « Notes et références ».
Georges Chavanes, né le 6 janvier 1925 à Alger (Algérie) et mort le 8 octobre 2019 à Saint-Michel (Charente, France), est un homme politique français.

## Biographie
Son père, ingénieur en chef des ponts et chaussées, trouve la mort en Algérie en 1932 à l'âge de 46 ans, et sa mère est issue de deux grandes familles du monde papetier : les Leydier et les de Montgolfier.
Après des études à la Faculté des Sciences de Lyon et à l'Institut Électrotechnique de Grenoble, Georges Chavanes obtient un diplôme d'ingénieur et un certificat de mathématiques générales, puis entre aux Houillères de Blanzy (1949-1955). Il est embauché par Marcellin Leroy dans son usine de moteurs électriques d'Angoulême en 1956. À la mort de celui-ci en 1958, Chavanes reprendra la direction de l'entreprise jusqu'en 1986, date à laquelle il est appelé au gouvernement par Jacques Chirac. Au cours de ces années, il développe et promeut l'entreprise à l'international, opère une fusion entre la société charentaise des « Moteurs Leroy » et celle des « Moteurs Somer » en région lyonnaise : l'entreprise prend le nom de Leroy-Somer. Il est décédé le 8 octobre 2019 à Angoulême, en France.

## Mandats électifs
- Georges Chavanes est élu député de la première circonscription de la Charente le 16 mars 1986 mais devient ministre chargé du commerce et de l'artisanat le 1er avril 1986. Il est réélu en 1988 puis en 1993 et restera député jusqu'à la fin de la législature le 24 avril 1997.
- Il est élu maire d'Angoulême en 1989 et le restera jusqu'en 1997. Il commence par mettre la ville en cessation de paiement, puis il assigne les banques créancières pour soutien abusif. Cette attitude amène une négociation et une déduction de la dette de la ville d'Angoulême de 150 millions de francs.
- Il restera conseiller municipal d'Angoulême jusqu'au 3 avril 1998, date à laquelle il célébra un dernier mariage comme officier d'état civil.

## Mandats nationaux
- Ministre délégué auprès du ministre d'État, ministre de l'Économie, des Finances et de la Privatisation, chargé du Commerce, de l'Artisanat et des Services (25 mars 1986 - 10 mai 1988) dans le deuxième gouvernement Jacques Chirac.

En 1986, peu après son entrée en fonction, Georges Chavanes s'est montré soucieux d'empêcher la concurrence déloyale et d'instaurer des relations plus équilibrées entre la distribution de masse et le petit commerce, et a exprimé avec force son refus sans équivoque d'autoriser l'ouverture des grandes surfaces le dimanche.

## Publications
- Si on délocalisait en France? Pour sauver l'emploi  (ISBN 2-910523-00-4 et 978-2-910523-00-8)
- Leroy-Somer. Aventure industrielle et humaine du XXe siècle  (ISBN 978-2-8177-0237-7)